# Фордемский университет
Фордемский или Фордхемский университет (лат. Universitas Fordhamensis; англ. Fordham University) — американский частный университет, занимающий три кампуса в городе Нью-Йорке и в прилегающей местности. Университет был основан Нью-йоркской епархией Римско-католической церкви в 1841 году как Колледж Св. Иоанна (англ. St. John's College). Немного погодя колледж был передан под опеку ордена иезуитов и вскоре стал независимым вузом под управление светского совета попечителей, который, тем не менее, подтвердил преемственность образования «в иезуитских традициях».
Поток учащихся в Фордхеме составляет приблизительно 8000 студентов бакалавриата и 7000 получающих последипломное образование (магистрантов и докторантов). Кампусы расположены в Роуз-Хилле (Бронкс), в Линкольн-центре (Манхэттен) и в Уэстчестере (Уэст-Харрисон). Также у Фордема есть зарубежный образовательный центр, расположенный в Лондоне. Университет присваивает степени бакалавра (гуманитарных наук, естественных наук, изящных искусств), магистра и доктора.
Фордем занимает одно из ведущих мест среди католических вузов, располагая четырьмя образовательными программами университетского и шестью программами послевузовского образования. В их число входят программы пятилетнего прикладного образования для бакалавров гуманитарных и естественных наук, осуществляемые в сотрудничестве с Колумбийским университетом и Университетом Кейс Вестерн резерв.
Обучение танцам учащихся по программе бакалавриата изящных искусств проводится в сотрудничестве с Американским театром танца Элвина Эйли.
При университете имеется Фордемская подготовительная школа, принимающая на обучение исключительно мальчиков. Школа с 1972 года существует как независимое образовательное учреждение, но располагается в северном крыле университетского кампуса в Роуз Хилле.

## История

### 1841—1900
Фордемский университет был основан в 1841 году как Колледж Св. Иоанна уроженцем Ирландии, епископ-коадъютором (позднее — архиепископом) Нью-Йоркской епархии католической церкви Джоном Хьюзом. Колледж стал первым католическим высшим учебным заведением на северо-востоке США.
Епископ Хьюз в сентябре 1840 года приобрёл чуть менее чем за $30 000 большую часть Роуз Хилл Мэнор с намерением открыть Семинарию Св. Иоанна. Название «Роуз Хилл» носила окрестность, имя которой в 1787 году дал её тогдашний владелец — нью-йоркский торговец Джон Уаттс — в честь родового гнезда своих предков, оставшегося в Шотландии. 21 июня 1841 года семинария стала колледжем и приняла первых шесть учеников. Первым ректором Колледжа Св. Иоанна стал патер Джон Макклоски — будущий архиепископ Нью-Йорка и первый кардинал в США. В качестве преподавателей выступали светские учёные и немонашествующее священство. Очень повезло колледжу со следующими четырьмя ректорами, возглавлявшими ближайшие пять лет, включая патера Джеймса Рузвельта Бэйли — будущего Архиепископа Балтимора — приходившегося дальним родственником Теодору и Франклину Рузвельту, а также племянником Елизавете Сетон.
В 1845 году при семинарии-колледже была открыта церковь «Нашей Госпожи Милосердной». В том же году епископ Хагис убедил иезуитов из Колледжа Св. Марии в Мэриленде и из Колледжа Св. Марии в Коннектикуте учредить новое учебное заведение.
В 1846 году колледж Св. Иоанна получил одобрение Законодательного собрания штата Нью-Йорк и около трёх месяцев спустя иезуиты взялись за создание. Епископ Хагис вывел колледж с занимаемой площади, но удержал в собственности девять акров относившихся к семинарии.
В 1847 году в Манхэттене открылась первая школа Фордейма. Она стала обособленной частью Колледжа Св. Франциска Ксавьерского в 1861 году. В то же 1847 году в Фордем приезжал Эдгар Алан По, завязав дружеские отношения с иезуитами, что отразилось на его последующей жизни. В 1849 году По опубликовал своё знаменитое стихотворение «Колокола», которое написал под впечатлением от поездки в Фордем.
Начальные годы колледже проходят в изучении на подготовительном отделении в течение четырёх лет латинского и древнегреческого языка, грамматики, литературы, истории, географии, математику и религиоведение. Затем идёт старшее отделение, где ещё три года изучаются «поэзия» (гуманитарные науки), риторику и философию. Степень бакалавра гуманитарных наук присваивается по прохождении обоих курсов. Степень магистра присваивается после ещё одного года изучения философии.
В 1859 году семинария была закрыта, а в следующем году всё имущество было продано иезуитам за $40 000.
Конгресс США своим актом дал толчок к преподаванию технических дисциплин в Колледже Св. Иоанна. А в кампусе колледжа разместился кадетский корпус. В 1885—1890 годах ветеран 7-го Конного полка Армии США лейтенант Герберт Сквайрс построил кадетский батальон в составе 200 человек, который стал основой для Корпуса подготовки офицеров запаса.
В 1886 году колледж возвёл строения для научных целей. За счёт этого естественные науки заняли своё место в учебном курсе. А также появилась трёхлетняя программа подготовки бакалавра естественных наук.
В 1897 году в колледже впервые была проведена церемония торжественного присвоения академических степеней выпускникам.
Со включением населённых пунктов Уэстчестера и Бронкса в городскую черту Нью-Йорка, Колледж Св. Иоанна также оказался в черте города.

### 1901—1950
В 1907 году колледж Св. Иоанна наряду со многими юридическими и медицинскими учебными заведениями получил статус университета и, с той поры, носит название — Форхемский университет. Само название Фордем восходит к английскому словосочетанию «ford by the hamlet», то есть «брод через деревню», как называли эту местность живущие рядом поселенцы Бронкса, потому что именно здесь располагался брод через реку Бронкс. По другой версии, Фордем — это фамилия англиканского священника Джона Фордема, когда-то здесь жившего.
В 1908 году было основано «Издательство Фордемского университета».
В 1912 году в Фордеме был открыт Фармацевтический колледж с трёхлетней программой. Однако вплоть до начала 1930-х годов выпускникам не присваивалась степень бакалавра медицины. Среди учащихся этого колледжа было много студентов-евреев, которые по религиозным убеждениям освобождались от сдачи зачёта по католической теологии. Долгое время являвшийся деканом колледжа Джейкоб Дайнер также был евреем.
Колледж Св. Франциска Ксавьерского был закрыт в 1913 году.
Различные колледжи Форхема долгое время располагались в вулворт-билдинге, а также на улице Бродвее, 302.
В 1919 году Фордемский университет закрыл свой медицинский колледж из-за нехватки денежных средств, а также урезал поддержку ряда образовательных программ, вплоть до начала Первой мировой войны.
Школа предпринимательства Габбели начала свою деятельность под названием Школа учёта на Манхэттене в 1920 году.
В 1944 году была открыта Школа профессионального и продолжительного обучения.

### 1951—2000
В 1961 году в составе проекта по обновлению площади Линкольна был открыт кампус Линкольн-центра. Первоначально в кампусе располагалась лишь Фордемская школа права, а после переезда в 1969 году с Бродвея, 302 — и все остальные колледжи и школы.
В 1964 году в кампусе Роуз Хилла открылся колледж Томаса Мора, где проходят обучение исключительно лица женского пола.
В 1967 году по распоряжению ректора Фордема Лео Маклаулина был открыт экспериментальный Колледж Бенсалим, где напрочь отсутствовал учебный план и система оценки успеваемости. Зачинателем и руководителем данного проекта выступила поэт Элизабет Сивел. В Бенсалиме преподавало большое количество самых разных педагогов, а внутренняя обстановка широко освещалась такими журналами, как Look, Esquire и Saturday Review. В 1974 году школа была закрыта.
В 1969 году Совет попечителей был преобразован, включив в себя подавляющее количество членов-мирян, что официально придало Фордему большую независимость.
В 1972 году по причине недостаточности набора учащихся был закрыт фармацевтический колледж. А в 1974 году Фордхемский колледж, располагающийся в кампусе Роуз Хилла, был объединён с женским колледжем Томаса Мора, перейдя на смешанное обучение.
В 1993 год университетский кампус в Линкольн-центре пополнился двадцатиярусным общежитием, рассчитанным на 850 учащихся.
В 1996 году университетский колледж, располагающийся в Линкольн-центр, во второй раз с момента своего основания в 1968 году сменил название — на «Фордемский колледж в Линкольн-центре». Ранее он назывался «Колледж свободных искусств» и «Колледж в Линкольн-центре».

### 2001 год — настоящее время
В июле 2002 года к Фордему был присоединён независимый Мэримаунтский колледж, основанный в 1907 году Обществом «Священного сердца Марии». Колледж испытывал острую нехватку средств начиная с 1970-х годов, почему и был вынужден искать помощи у Фордема. В новом качестве Мэримаунтский колледж начал работу в 40 километрах от Нью-Йорка в городке Территаун. Колледж разместился в одном кампусе со Школой профессионального и продолженного образования и аспирантурами — педагогической, социальной работы и делового управления.
В 2005 году руководство Форхемского университета объявило о том, что Мэримаунт прекращает своё существование в мае 2007 год по собственным программам и полностью сливается с университетом.
Осенью 2007 года руководство университета объявило о своём намерении найти покупателя кампуса Мэримаунтского колледжа, а образовательные программы и обучение было решено переместить с осени 2008 года в кампус, находящийся в Харрисоне.
17 февраля 2008 года кампус Мэритаунского колледжа был продан за $27 миллионов компании EF Education First.
В 2003 году Совет попечителей принял программу развития до 2016 года, на которую было выделено $500 миллионов, с целью направить их на поддержку научных исследований сотрудников университета, на капитальный ремонт кампусов в Роуз Хилле и Линкольн-центре, на развитие студенческой атлетики и т. д.
В 2009 году к Фордему поступило предложение от Нью-Йоркского медицинского колледжа о возможном слиянии двух вузов. Фордем предложил прекратить нужду[что?] колледжа в деньгах, которая могла привести к непониманию между руководством, студентами и выпускниками.

## Научная жизнь
Научная жизнь в Фордемском университете складывалась под влиянием иезуитов. В университете применяется ряд иезуитских установок: «личной опеки» (лат. cura personalis), согласно которому и руководство университета, и руководство его подразделений относится со вниманием к каждому учащемуся, принимая его или её неповторимость; «больше» (лат. magis), означающий воодушевление каждого студента в стремлении быть лучшим всегда и везде, а не только во время учёбы; «мужчины и женщины ради других» (англ. men and women for others), означающий призыв каждого, вне зависимости от пола, быть полезным для всего университетского сообщества в Фордеме.
Согласно установленному учебному плану каждый студент должен пройти от 17 до 20 учебных курсов по 9 дисциплинам, построенным с упором на иностранные языки. При составлении учебного плана в Фордеме за основу взят иезуитский опыт, идущий ещё с XVI века, провозглашающий распространение среди студентов «семи свободных искусств».

### Учебный план
Нынешний примерный учебный план Фордемского университета выглядит следующим образом:
- Один курс английской стилистики и риторики и два курса литературы.
- По два курса философии и теологии.
- По два курса истории, социологии и естествознания.
- По одному курсу математики и изучения изящных искусств
- Четыре курса иностранного языка.
- Зачётный семинар.

Тем не менее по ходу обучения, большая часть этих курсов может дополнять с поправкой на специализацию того или иного студента. И примерно к концу второго курса студент осваивает большую часть заложенных в учебный план курсов. Студенты получающие степень бакалавра естественных наук учатся по видоизменённому учебному плану.

## Состав университета
Фордемский университет состоит из четырёх вузовских школ и шести послевузовских школ, включающих в себя:
Вузовские школы:
- Фордемский колледж в Роуз Хилле (основан в 1841 году)
- Предпринимательская школа Габелли (основана в 1920 году)
- Школа профессионального и продолженного обучения (основана в 1944 году)
- Фордемский колледж в Линкольн-центре (основан в 1968 году)

Послевузовские школы:
- Школа права Фордемского университета (основана в 1905 году)
- Аспирантура искусств и наук Фордемского университета (основана в 1916 году)
- Педагогическая аспирантура Фордемского университета (основана в 1916 году)
- Аспирантура социальной работы Фордемского университета (основана в 1916 году)
- Аспирантура делового управления имени Джозефа Мартино Фордхемского университета (основана в 1969 году)
- Аспирантура религии и религиоведения Фордемского университета (основана в 1969 году)

Фодемский университет является членом Нью-Йоркского консорциума аспирантур, а также прочих научно-образовательных сообществ, предоставляющих выпускникам вузов возможность повысить свою квалификацию, не покидая Нью-Йорка.
Также в Фордеме существуют программы дополнительного образования:
- Медицина и здравоохранение (совместно с медицинским колледжем имени Альберта Эйнштейна при Иешива-университете)
- Право, уголовное наказание и архитектура
- Трёхлетняя программа по праву в Фордемской школе права
- Инженерное дело (в сотрудничестве с Колумбийским университетом и Университетом Кейс Вестерн резерв)
- Педагогика (пятилетняя программа с выдачей свидетельства в Педагогической аспирантуре Форхема)
- Сертифицированный аудитор (CPA), Дипломированный финансовый аналитик, как и сдвоенная программа подготовки с выдачей обоих сертификатов (в Фордемской школе права и Предпринимательской аспирантуре)
- Бакалавр изящных искусств (совместно Американский театром танца Элвина Эйли)
- Музыкальное образование (совместно с Джульярдской школой)

## Библиотеки Фордемского университета

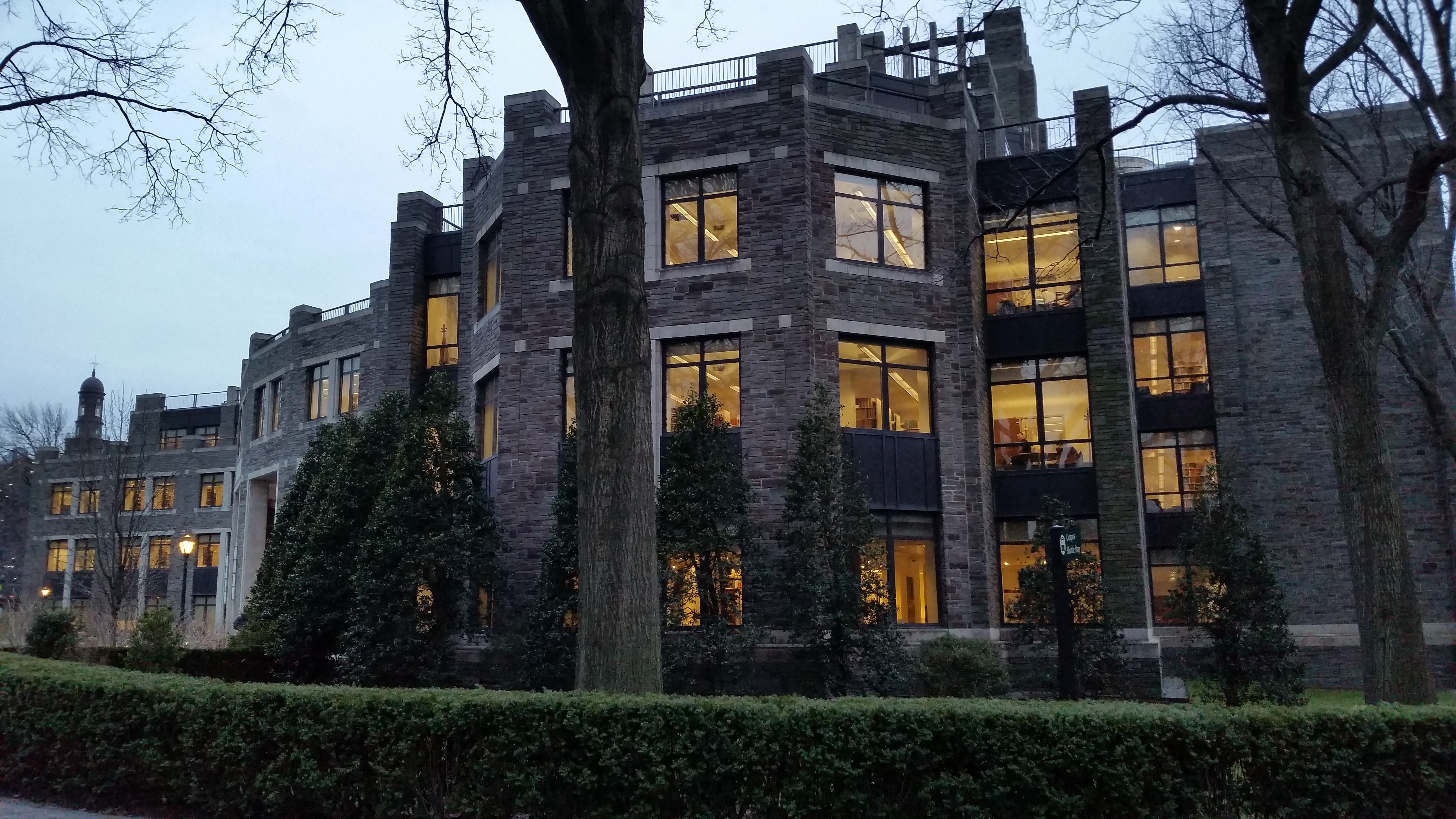
Здание библиотеки

Библиотечная система Фордемского университета располагает 2,4 миллионов единиц хранения, имеет подписку на 50 тысяч серийных и электронных научных журнала, а также архив правительственных документов США. Также отдел межбиблиотечных связей предоставляет возможность виртуального доступа для студентов и преподавателей к более чем 20 миллионам единиц хранения в Нью-Йоркской публичной библиотеке.
В систему также входит Семейная библиотека Уильяма Уолша, открытая в 1997 году, а в 2004 году вошедшая в число 50 самых лучших коллегиальных библиотек страны. Ещё есть Научная библиотека в кампусе Роуз Хилла и две Мемориальные библиотеки права Джеральда Куинни и Лео Киссема в кампусе Линкольн-центра. В кампусе Уэстчестера располагается читальный зал.
Кроме того у каждого подразделения Фордема, будь-то исследовательский институт и факультет, есть своё собственное собрание научной литературы.

## Исследовательская деятельность

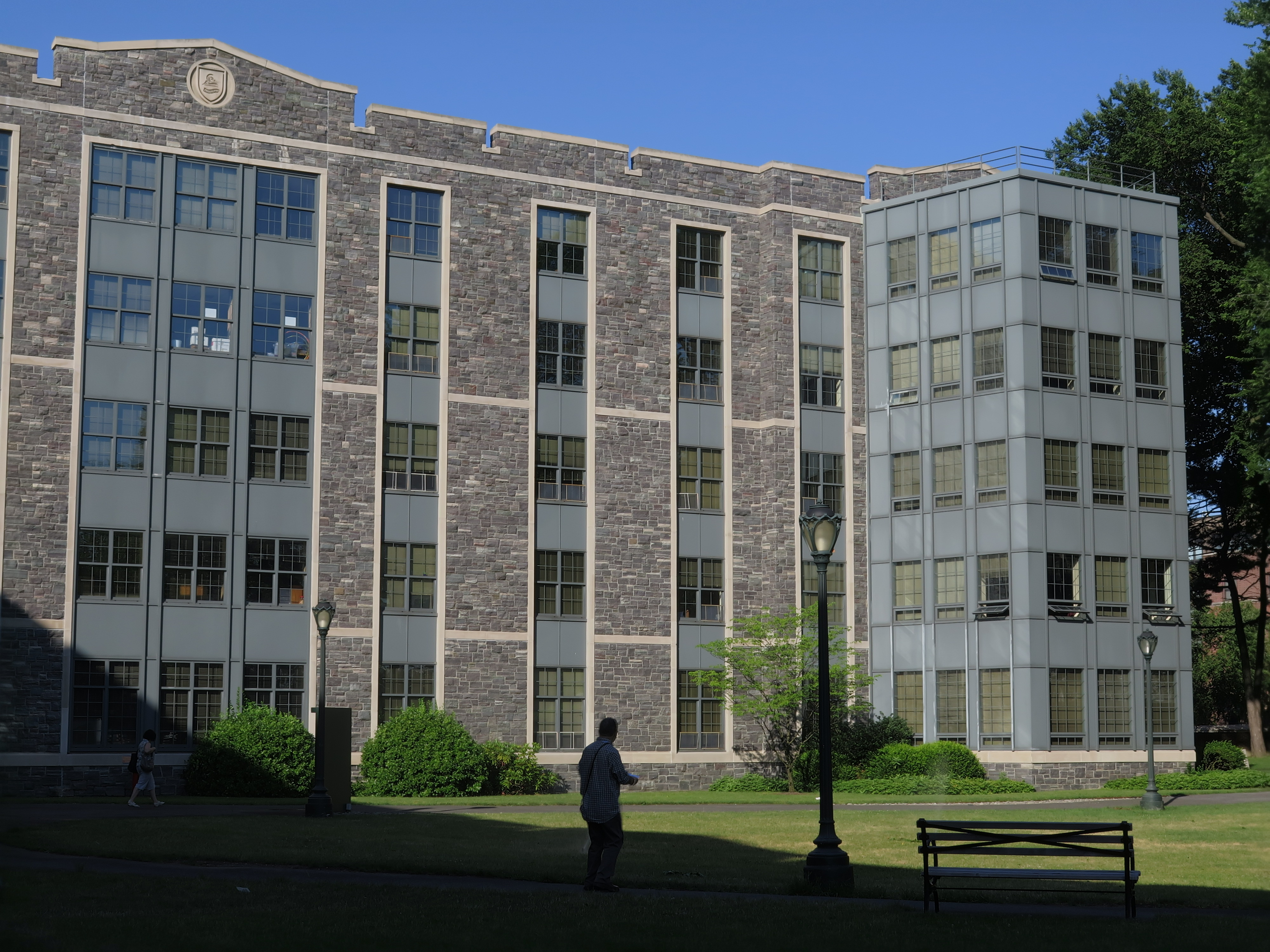
Общежитие О'Хара

Фонд Карнеги по шкале своей Классификации высших учебных заведений отнёс Фордемский университет к RU/H, то есть к разряду университетов, присуждающих докторские степени и выделяющиеся «высокой исследовательской деятельностью».
В 2010 году Фордемский университет потратил на научные исследования $7 миллионов.
Наибольшую поддержку Фордему в научных исследованиях оказывает Центр Луиса Кэлдера — биологическая полевая станция в Армонке, а также Сейсмическая обсерватория Уильяма Спеина. Также Фордем сотрудничает со многими научными учреждениями в Нью-Йорке (с Медицинским колледжем имени Альберта Эйнштейна при Иешива-университете и с Нью-Йоркским ботаническим садом), а также с Лос-Аламосской национальной лабораторией.
В кампусе Роуз Хилла располагается Фордемский музей древнегреческого, этрусского и римского искусства, в котором собрано более 200 памятников классической древности. Этот дар выпускника Фордема Уильяма Уолша стал самой большим собранием музея во всей нью-йоркской округе. А особенно впечатляют собранные Уолшем средневековые рукописи, ныне хранящиеся в Особом коллекционном зале О’Хары.

## Издательская деятельность
Издательскую деятельность осуществляет «Издательство Фордемского университета», выпускающее в основном научную литературу в области философии, теологии, гуманитарных и общественных наук. Издательство тесно сотрудничает с Издательством Оксфордского университета.

## Русский центр Фордемского университета
В 1950 году при университете был открыт «Русский центр» имени Владимира Соловьёва, занимавшийся аналитической работой по вопросам славистики, русистики, советологии, организован Фёдором Вилькок sj с помощниками Фионаном Бранниганом sj и Джоном Райдер sj и руководился миссией иезуитов в Русском зарубежье в традиции русских католиков византийского обряда в составе Русского апостолата. При центре действовали издательство, библиотека и домовый храм. Работали и преподавали 32 профессора, из которых 15 - русские, в интернате проживало 50 студентов.

## Почётные сообщества и мероприятия

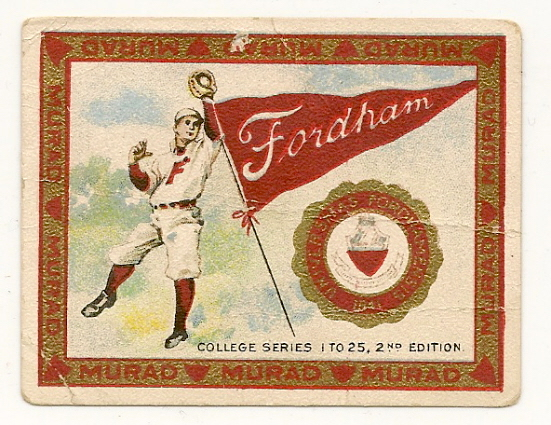
Бейсбольная карточка 1910 года

В Фордеме студенты участвуют в проводимых университетом мероприятиях и становятся членами почётных сообществ. Проходящие мероприятия представляют собой видоизменённые повседневные учебные занятия. Многие чествуемые студенты отбираются на мероприятие в самом начале их первого года обучения, хотя есть и такие, кого отбирают уже на втором курсе. Торжество проводится в особой Альфа-Палате, расположенной в кампусе Роуз Хилла. Те кто справляется с поставленными задачами, награждается почётным званием «из числа отличившихся» (англ. In cursu honorum), которое потом заносится и зачётную книжку и в диплом.
В Фордемском университете существуют почётные студенческие сообщества, объединяющие учащихся по образовательному признаку:
- Phi Beta Kappa и Phi Kappa Phi
- Alpha Sigma Nu (иезуиты)
- Sigma Phi Sigma (физики)
- Phi Alpha Theta (историки)
- Alpha Kappa Delta (социологи)
- Psi Chi (психологи)
- Sigma Delta Phi (испанский язык)
- Beta Alpha Psi (финансы, аудит)
- Psi Sigma Tau (философы)
- Omicron Delta Epsilon (экономисты)
- Lambda Pi Eta (связи с общественностью)
- Alpha Sigma Lambda (дополнительное образование)

В Фордеме есть т. н. Лихниский институт, представляемый как академическое товарищество и «сообщество школяров». В его обязанности входит опекать студенческое сообщество, продвигать для студентов возможность достичь благоприятных жизненных обстоятельств, разъяснять студентам их право выбирать своё из множества программ, и советовать студентам при подаче заявления.
Общество Маттео Риччи объединяет тех студентов, кто хочет себя видеть будущим учёным. Профессорско-преподавательский состав содействует членам Общества в этом. Общество согласует научные мероприятия и выделяет денежные средства на многообещающие научные исследования. Общество патера-иезуита Уильяма Бойли —похожее объединение, сосредоточенное на будущих представителях делового сообщества.

## Обучение за рубежом
Отдел Фордемского университета международных связей и обучения за рубежом предлагает более 130 образовательных программ в других странах. По продолжительности образовательные программы за рубежом бывают от шести недель до полноценного академического года. А по тематике распределяются от культуроведения и языка до изучения межгосударственных отношений. Особые программы проводятся факультетами в Испании и странах Латинской Америки, а также в Оксбридже.

## Рейтинги
Известный американский еженедельник U.S. News & World Report в своём очередном выпуске «Best Colleges» 2012 года занёс Фордем в число отборных национальных университетов США. Таким образом Форхемский университет занял 53 место наряду с Бостонским университетом.
Bloomberg/Newsweek поставил Фордемскую Школу предпринимательства Габелли на 52 строчку национального рейтинга за 2011 год, что на 11 мест ниже показателя двухлетней давности. В то же время U.S. News & World Report поставил её на 71-е место, что лучше на 9 ступеней по сравнению с 2007 годом. Журнал Washington Monthly, выступающий, как противовес U.S. News & World Report, в своём списке за 2011 год поместил Фордем на 37-е место.
В то же время Фордем не был включён в рейтинговые списки Time, Quacquarelli Symonds и ARWU.
Как и в предыдущие годы, Фордемский университет остался на 63-й строчке в самом новом рейтинге Горной школы Парижа.
В 2011 году U.S. News & World Report в шестой раз был признан университетом с самым большим выпуском интернов.
Также в публикациях проставляются места для аспирантур Педагогической и Социальной работы, занимающих 58 и 17 соответственно.
В 2010 году U.S. News & World Report поставил дневное отделение Форхемской школы права на 30 место в общеамериканском рейтинге вузов, а вечернее на 2 место.
Kaplan/Newsweek опубликовал справочник «Как попасть в путеводитель по колледжам?», где Фордем был назван одним из «25 самых пышущих вузов в Америке», получив эпитет «преуспевающий католический вуз». В том же духе в 1982 году журналом Time Фордем был награждён прозвищем «католический плющ».
Кроме всего прочего Фордхемский университет входит в состав Национальной ассоциации независимых колледжей и университетов, а также членом Сети учёта колледжей и университетов

## Кампусы университета
Фордемский университет владеет тремя кампусами в Нью-Йорке и за его пределами, в том числе по всему миру. Это кампусы — Роуз Хилл (Бронкс), Линкольн-центр (Манхэттен) и Уэстчестер (Уэст Харрисон).

### Роуз Хилл

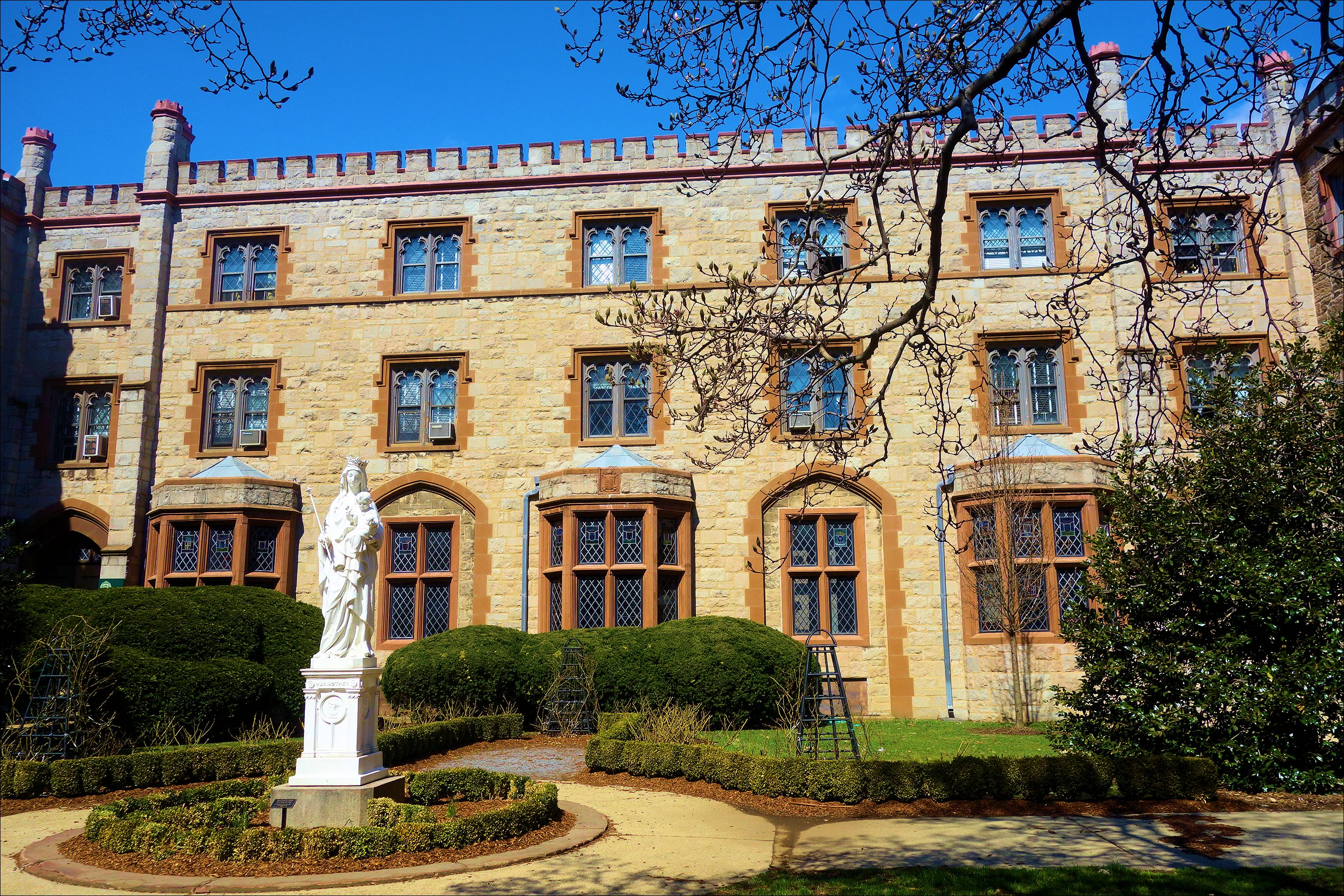
Роуз Хилл

Кампус Фордема, созданный в 1841 году, по сути является колыбелью университета, потому что именно с него началась история вуза.
Роуз Хилл объединяет под своей крышей «Фордемский колледж в Роуз Хилле», Школу предпринимательства Габелли и некоторые отделения Школы профессионального и продолженного обучения, а также Аспирантуру искусств и наук и Аспирантуру религии и религиоведения.
Кампус располагается на площади в 340 гектаров в северной части Бронкса, являясь самой озеленённой частной территорией в городе Нью-Йорке. Сразу же за кампусом располагается Нью-Йоркский ботанический сад, а также Бронкский зоопарк, с которыми тесно сотрудничает Фордемский университет. А соседний район Бельмонт известен в округе, как «Маленькая Италия».
В 2008 году неоготический стиль архитектуры, увитые плющом здания, широкие лужайки и мощёные дорожки были отмечены MSNBC в издание «Наимилейшие кампусы американских колледжей». Вдобавок, Фордхем участвовал в бесчисленном числе фильмов на протяжении многих лет.
В Роуз Хилле располагается университетский католический храм, который был построен в 1845 году, как семинарская капелла и приходская церковь для местной общественности. Этот неоготический собор является вехой в истории города Нью-Йорка; в нём находится подлинный алтарь из Кафедрального собора святого Патрика, а также витражные окна, подаренные французским королём Луи-Филиппом I. Особенно примечательно, что подарок был изготовлен в цехах французской провинции Шеврез, где обосновал ранние образцы неоготики.
В кампусе располагаются 10 студенческих общежитий, включающих в себя 4 общежития колледжей и 6 общежитий образовательных сообществ, как то естественные науки, предпринимательство и обучение руководству. Кроме того в кампус входят 3 иезуитских обители; Маррей-Вийджел Холл, являющийся лазаретом иезуитского отделения в Нью-Йорке; Цисжек Холл — одна из трёх иезуитских учёных школ в Нью-Йорке.
Сейсмологическая обсерватория имени Уильяма Спейна, расположенная в Роуз Хилле, была первой в США сейсмологической станцией, поймавшей колебания земли от атомных бомбардировок городов Хиросима и Нагасаки. Эта обсерватория входит в национальную сеть сейсмологических станций, передающих данные для Агентства США по геологическому обозрению.
Камус связана со станцией пригородных поездов Фордхем, которая в свою очередь входит в состав Северной пригородной железной дороги ведущей до Центрального вокзала Нью-Йорка в Махеттане. Пригородные автобусы ездят от выхода из кампуса, а станция расположена на расстоянии. Университет самостоятельно осуществляет курсирующие поездки между тремя кампусами, которые называют поршень-фургон (англ. Ram Van). Порядка 7000 учащихся и выпускников располагается в кампусе Роуз Хилла. В план развития Фордема до 2016 года заложена цель построить ещё два корпуса, а также обновить Предпринимательскую школу Габелли, построить оздоровительный центр и научный корпус для кампуса. Также предполагается создать ещё один студенческий союз.
Рядом с кампусом Роуз Хила находится район Ривердейл, где проживает большая часть сотрудников университета.

### Линкольн-центр

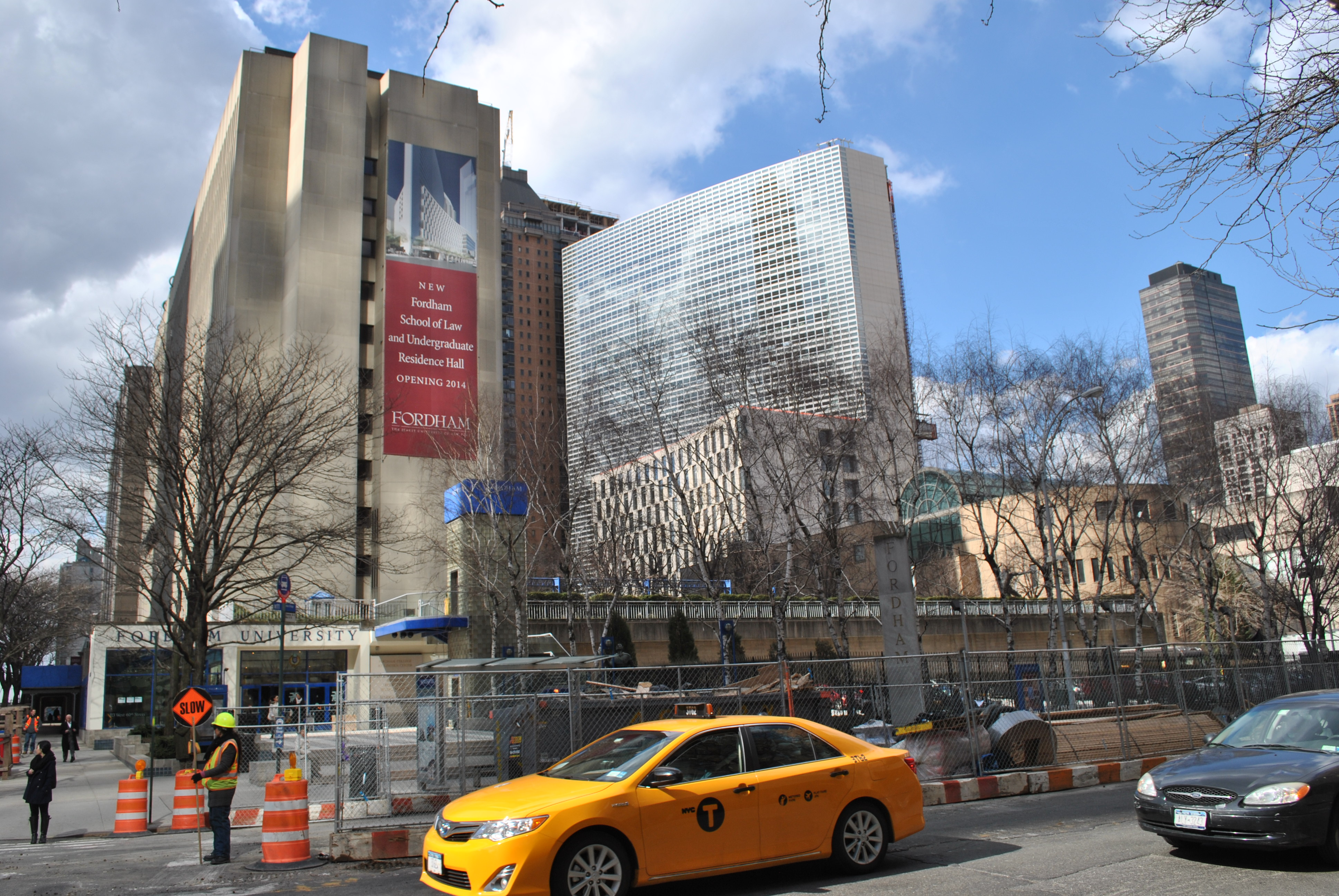
Линкольн-центр

Кампус Линколь-центра был выстроен, как составная часть проекта обновления площади Линкольна в 1961 году. В нём располагается Фордемский колледж и подразделение Школы профессионального и дополнительного обучения, а также Фордемская школа права, Аспирантура делового управления, Педагогическая аспирантура, Аспирантура социальной работы. Площадь всей территории кампуса составляет 32 000 m² и охватывает пространство от Западной Шестидесятой улицы до Западной Шестьдесят Второй улицы, между Колумбийской-Девятой и Амстердамской-Десятой авеню, что составляет сердце Манхэттена. Через дорогу от кампуса располагается Линкольн-центр изящных искусств. Поблизости находится Центральный парк г. Нью-Йорка, Карнеги-холл, Рокфеллеровский центр, Радио-сити, Пятая авеню, Бродвей, Площадь Колумба. Мимо кампуса ходят автобусы маршрутов A, B, C, D, недалеко расположена железнодорожная станция.
Приблизительно 8000 учащихся и выпускников обитает в кампусе Линкольн-центра, из которых порядка 1000 человек проживает в студенческом общежитие или в Мидтауне.
В настоящее время кампус состоит из корпуса Леона Лоунштейна, Макмэхан-холла, Библиотеки Джерольда М. Куинни, корпуса Доули, а также двух открытых баскетбольный площадок и теннисных кортов.
Кампус Линкольн-центра располагает двумя озеленёнными площадками сделанных через улицу от Библиотеки Куинни. Большая площадка большей часть закатана цементом и называется Площадь Роберта Мозеса. А меньшая площадка известная, как Садик святого Петра, и здесь располагается памятник учащимся и выпускникам, погибшим во время террористических актов 11 сентября 2001 года.
План развития Фордема до 2016 года включает в себя окончание перестройки Линкольн-центра, с целью предоставить новые помещения для Школы права. Строительство должно было начаться весной 2011 года.

### Уэстчестер
Кампус в Уэстчерстере собирает под своей крышей подразделения Школы профессионального и дополнительного обучения, а также Аспирантуры предпринимательства, педагогики и социальной работы. Кампус состоит их трёх построек по 5810 m2 раскинувшихся на территории в 130 000 m2 на ландшафте с ручьями и водоёмами. Фордем заключил договор аренды помещений на 20 лет, что включает в себя 26 обустроенных учебных комнат, помещения факультетов, руководства, читальный зал, столовая, крытые и открытые помещения для собраний. В 2008 году Фордем потратил $8 миллионов на приведение помещений в порядок для большей службы.
Кампус связан с миром через станцию Уайт Плейнс Северной пригородного железной дороги, расположенную в 6 км от городка Уайт Плейнс. И кампус и Уайт Плейнс обслуживаются компанией Bee-Line Bus System. Также действуют поршень-фургоны.

### Прочие здания
Фордем обслуживает полевую биологическую станцию в 50 километрах к северу от Нью-Йорка в Армонке. Центр Луиса Калдера охватывает 0,46 km² лесного массива, 40 000 m² озера и 19 строений, представляющих собой лаборатории, офисы, образовательные программы, склады оборудования, научная библиотека и жилые помещения. Сама станция протянулась на 13 километров вдоль городской лесной просеки на которой проводятся долговременные полевые исследования болезни Лайма.
Лондонский центр Фордхемского университета располагается в кампусе Хейсропского колледжа, являющегося иезуитской философской и теологической школой при Лондонском университете. Здесь преподаются предпринимательские программы и программы свободных искусств в той же мере, как и в Лондонской театральной академии Фордхемского колледжа в Линкольн-центре.
Вся сеть Фордема поддерживает тесные связи, стремясь лучше обеспечить взаимодействие подразделений университета и учащихся.

### Город и университет
Отношения Фордхема и его соседей различаются в зависимости от кампуса. В Роуз Хилле университет принимает абитуриентов из малообеспеченных семей по программе доступного высшего образования. Кроме того, более 80 % студентов участвуют в общественных работах.

## Известные выпускники
См.: Категория:Выпускники Фордемского университета
Эфстратия Калфагианни -- греческий математик.